# Mördande seans
Mördande seans (originaltitel The Sittaford Mystery) är en pusseldeckare av Agatha Christie. Den utkom på engelska 1931 och i svensk översättning 1986. I USA fick den titeln The Murder at Hazelmoor.
Mrs Willett och hennes dotter är värdar för en kväll med "borddans" (en seans) en snöig vinterkväll i Dartmoor. Anden berättar för dem att kapten Trevelyan är död. Eftersom vägarna är oframkomliga för fordon meddelar major Burnaby att han tänker gå till byn till fots för att titta till sin vän, där han verkar finna att förutsägelsen har besannats. Emily Trefusis, förlovad med Trevelyans brorson, avslöjar mysteriet tillsammans med polisen.
Romanen blev väl mottagen, med lovord för karaktären Miss Emily Trefusis. Referenserna till Sir Arthur Conan Doyle, som inte längre levde när boken publicerades, och de element i miljön som påminner om Baskervilles hund (publicerad 1902) noterades och uppskattades också.
Mördande seans är ett av Agatha Christies få verk som utspelar sig på vintern. De andra är Mordet på Orientexpressen och Råttfällan.

## Historia
Bokens dedikation lyder: "Till M.E.M. Med vilken jag diskuterade handlingen i den här boken till förskräckelse för dem omkring oss." Ämnet för denna dedikation är Christies andra make, Max Mallowan (1904–1978) och är en av fyra böcker tillägnade honom, antingen enskilt eller tillsammans, de andra är Mordet på Orientexpressen (1934), Come Tell Me How You Live (1946) och Christies sista skrivna verk, Ödets port (1973).
År 1928 hade Christie planerat en semester till Västindien när ett slumpartat samtal vid en middagsbjudning med en kommendörkapten Howe från Royal Navy och hans fru, som just hade återvänt från sin tjänstgöring i Persiska viken, väckte ett intresse hos henne att besöka Bagdad, särskilt när Howes påpekade att en del av resan kunde göras med den berömda Orientexpressen. Paret Howe nämnde också att inte långt från Bagdad pågick en arkeologisk expedition för att hitta resterna av den antika staden Ur, som Christie hade läst om med stort intresse i The Illustrated London News. Hänförd av tanken på en sådan resa bytte hon biljetter hos Thomas Cook och begav sig till Orienten.
På resan hamnade hon i sällskap med en tråkig engelsk kvinna som var fast besluten att ta Christie "under sina vingar", trots att det var det sista hon ville. I ett desperat försök att fly reste hon till Ur och lärde känna den arkeologiska expeditionens ledare, Leonard Woolley (1880–1960) och hans hustru Katharine (1888–1945). Besökare till utgrävningen blev oftast förskräckta av Katharine Woolley, men då Katharine var en stor beundrare av Dolken från Tunis och dessutom en påträngande och svår kvinna som alltid fick sin vilja igenom i stort och smått (Gertrude Bell beskrev Katherine som "farlig") behandlades Christie som en hedersgäst. År 1929 gav Christie familjen Woolley tillfällig tillgång till hennes dåvarande bostad i Cresswell Place i London och de bjöd i sin tur in henne tillbaka till utgrävningen i slutet av säsongen.
När hon kom tillbaka dit i februari 1930 träffade hon Max Mallowan, som hade varit sjuk i blindtarmsinflammation. Katharine "beordrade" honom att ta med Christie på en rundtur bland de lokala sevärdheterna. De besökte Nippur, Diwaniyah, Nejeif, Ukhaidir och Kerbela och på vägen tillbaka till Bagdad fastnade deras bil i sanden. Mallowan var imponerad av hur Christie, i stället för att drabbas av panik i hettan och dammet, bara lade sig ner i bilens skugga för att sova medan en beduin gick iväg för att hämta hjälp. Efter att ha återförenats med familjen Woolley tog sig större delen av sällskapet etappvis till Grekland där Christie fick telegram som informerade henne om att hennes dotter Rosalind (som var i sin systers vård på Abney Hall) var allvarligt sjuk i lunginflammation. Christie begav sig hemåt på en fyra dagar lång tågresa med Max som följeslagare. När han lärde känna henne under resan bestämde han sig för att fria och efter ytterligare några möten gjorde han det till Christies stora chock.
Christie accepterade och varnades för att vara försiktig av sin svåger James Watts (1878?–1957) och motarbetades häftigt i sina planer av hans fru (Christies syster) Madge (1879–1950). Deras son Jack Watts (1903–1961) som hade gått på New College, Oxford tillsammans med Max, var också emot, förmodligen på grund av misstro mot sin nye "farbror". Eftersom Mördande seans skrevs under denna period är det troligt att det är denna motsättning som dedikationen syftar på.

## Handling
Sittaford är en liten by i utkanten av Dartmoor. Mrs Willett och hennes dotter Violet är de nyinstallerade hyresgästerna i Sittaford House, ett residens som ägs av Trevelyan, en pensionerad kapten i flottan. De bjuder fyra personer på te på fredagseftermiddagen: kapten Trevelyans mångårige vän, major Burnaby, Rycroft, Ronnie Garfield och Duke. På förslag av Mr Garfield bestämmer sig de sex för att spela ett parti borddans. Under denna seans, klockan 17.25, meddelar en ande att kapten Trevelyan just har mördats. Major Burnaby, som är orolig för kaptenens säkerhet i Exhampton, säger att han tänker gå de sex milen dit. Det ligger ett tjockt lager snö på marken och ytterligare kraftigt snöfall väntas senare under kvällen. Det finns ingen telefon i Sittaford, och bilar kan inte manövrera under dessa förhållanden.
Två och en halv timme senare, strax före klockan 20, mitt i en snöstorm, traskar major Burnaby uppför stigen till ytterdörren till Hazelmoor, huset i Exhampton där kapten Trevelyan nu bor. När ingen öppnar dörren hämtar han den lokala polisen och en läkare. De går in i huset genom det öppna fönstret på baksidan och hittar kapten Trevelyans döda kropp på golvet. Dr Warren uppskattar tidpunkten för dödsfallet till mellan klockan 17 och 18. En fraktur på skallbasen är dödsorsaken. Vapnet var ett grönt flauschrör fullt med sand.
I kapten Trevelyans testamente står det att förutom 100 pund till hans tjänare Evans, ska hans egendom delas lika mellan fyra personer: hans syster Jennifer Gardner, hans brorson James Pearson, hans brorsdotter Sylvia Dering och hans brorson Brian Pearson (de tre barnen till hans andra avlidna syster). Var och en av dessa fyra kommer att ärva cirka 20 000 pund. James Pearson arresteras för mord eftersom han befann sig i Exhampton vid tiden för mordet och utan framgång försökte få ett lån från kapten Trevelyan.
Medan den officiella utredningen leds av kommissarie Narracott, börjar James Pearsons fästmö Emily Trefusis att undersöka fallet. Till sin hjälp har hon Charles Enderby, en Daily Wire-journalist som efter mordet överlämnade en check på 5 000 pund till major Burnaby för att han vunnit tidningens fotbollstävling i Exhampton. Emily och Charles bor hos herr och fru Curtis i Sittaford och letar efter ledtrådar. Mr Dacres, James Pearsons advokat, berättar för Emily att saker och ting ser mycket värre ut än de redan föreställt sig. James har "lånat" pengar från sitt företag för att spekulera i aktier utan företagets vetskap.
Det finns flera villospår. Brian Pearson blev misstänkt när Enderby upptäckte att han hade ett möte med Violet Willett sent på kvällen. Han är Violets fästman. Han var inte i Australien men hade återvänt till England på samma båt som Willetts. Willetts motiv för att flytta in i det isolerade Sittaford-huset hade inget samband med kapten Trevelyan. De ville bo nära Dartmoor-fängelset, där Violets pappa satt fängslad. Hans flykt från fängelset tre dagar efter mordet iscensattes av Brian Pearson. Han och Brian skulle bo hos Willetts som deras tjänare tills faran var över, men fången tillfångatogs. Martin Dering skapade ett falskt alibi eftersom hans fru Sylvia bevakade honom för skilsmässoförhandlingar. Sylvia är mr Rycrofts brorsdotter; Jennifer Gardner är Mr Garfields gudmor; och Mr Duke är en före detta chefsinspektör vid Scotland Yard.
Emily löser mysteriet i Hazelmoor efter att ha hittat kapten Trevelyans pjäxor gömda i skorstenen och två par skidor i olika storlekar. Major Burnaby är mördaren. Han iscensatte borddansen under seansen för att få anden att förmedla budskapet att kapten Trevelyan hade mördats. Istället för att gå de sex milen på två och en halv timme efter seansen gick han till sitt eget hus för att ta på sig skidor och åkte skidor på cirka 10 minuter. Han dödade kapten Trevelyan ungefär kvart i sex. Sedan rengjorde han skidorna och ställde in dem i skåpet. Han gömde Trevelyans pjäxor i skorstenen för att hindra polisen från att se dem, och på så sätt kanske inse hur snabbt en person på skidor kunde ha färdats mellan Sittaford och Exhampton. Major Burnaby hoppades att det andra paret skidor, av en annan storlek, skulle passera obemärkt.
Mr Rycroft, som är medlem av Psychical Research Society, samlar fem av de sex ursprungliga deltagarna för en andra seans i Sittaford House, varvid den frånvarande Mr Duke ersätts av Brian Pearson. Seansen har knappt börjat, förrän inspektör Narracott träder in i sällskap med Emily och mr Duke och anklagar major Burnaby för mordet på kapten Trevelyan. Emily förklarar att Burnaby hade förlorat mycket pengar genom att köpa värdelösa aktier; Hans motiv för mordet var att behålla checken på 5 000 pund. Han hade fått brevet som meddelade honom om vinsten på morgonen samma dag som mordet ägde rum, tvärtemot vad han berättade för Enderby. Kapten Trevelyan hade vunnit tävlingen men använde Burnabys namn för att skicka in tävlingslösningar. I det sista kapitlet tackar Emily nej till ett frieri från Enderby – som har förälskat sig i henne under utredningen – eftersom hon fortfarande älskar sin fästman James.

## Karaktärer

### Invånare i Sittaford
- Sittaford House: Mrs Willett och hennes dotter Violet
- Stuga 1: Major John Edward Burnaby
- Stuga 2: Kapten Wyatt och hans indiske tjänare Abdul
- Stuga 3: Mr Rycroft, farbror till Mr Martin Dering
- Stuga 4: Miss Caroline Percehouse och hennes brorson Ronald Garfield
- Stuga 5: Mr och mrs Curtis
- Stuga 6: Mr Duke

### Utredare
- Miss Emily Trefusis: James Pearsons fästmö; amatördetektiv
- Charles Enderby: journalist från Daily Wire; amatördetektiv
- Kommissarie Narracott: utredare från Exeter
- Kommissarie Maxwell: Narracotts chef
- Konstapel Graves: polis i Exhampton
- Sgt Pollock: polis i Exhampton
- Dr Warren: läkare i Exhampton

### Övriga
- Kapten Joseph A. Trevelyan: ägare till Sittaford House, arrendator av "Hazelmoor" i Exhampton
- Robert Henry Evans: Kapten Trevelyans tjänare
- Mrs Rebecca Evans: Evans hustru
- Mrs J. Belling: Rebeccas mor, licensierad ägare av "The Three Crowns" i Exhampton
- Williamson & Williamson: fastighetsmäklare
- Walters & Kirkwood: Kapten Trevelyans advokater
- Mrs Jennifer Gardner: Kapten Trevelyans syster, bor i "The Laurels" i Exeter, gudmor till Mr Ronald Garfield
- Robert Gardner: Jennifers invalidiserade make
- Miss Davis: Robert Gardners sköterska
- Beatrice: Mr och Mrs Gardners hembiträde
- Mr James Pearson: Kapten Trevelyans brorson i London
- Mr Dacres: James Pearsons advokat
- Mrs Sylvia Dering: Kapten Trevelyans brorsdotter
- Mr Martin Dering: Sylvias man
- Mr Brian Pearson: Kapten Trevelyans brorson från New South Wales, Australien
- "Freemantle" Freddy: fånge i Dartmoor-fängelset, Princetown

## Litterär betydelse och mottagande
I New York Times Book Reviews nummer för den 16 augusti 1931 stod det att "Mrs Agatha Christies senaste bok håller sin vanliga höga standard och kan jämföras med Dolken från Tunis, en av de bästa hon någonsin gjort." De fortsatte med att kommentera att "Miss Trefusis är en av de skarpaste och mest sympatiska detektiverna på senare tid." Till slut sammanfattade de: "En utmärkt bok att ta med sig för helgläsning." I en kort recension den 23 oktober 1931 skrev Daily Mirror att "Ett par snöskor och en pristävling ger ledtrådar till skurken, som är väl gömd."
Robert Barnard kommenterade: "Mayhem Parva, skärpt av Dartmoor-miljö och snö. Många av de vanliga inslagen finns här, men också förrymda straffångar (från Baskerville), seanser, tidningstävlingar och amatörutredare – ung kvinna som slits (som i Blå tåget) mellan stilig vekling och hårt arbetande, rakryggad, född till framgångstyp. Mycket underhållande, med skickliga ledtrådar." Charles Osborne skrev: "... Det är inte troligt att man kommer fram till lösningen på dess gåtor genom slutledning från läsarens sida. Det är också en av Mrs. Christies mest underhållande kriminalromaner, och hennes användning av Dartmoor-bakgrunden är mästerlig."